# Nobiles Officinae

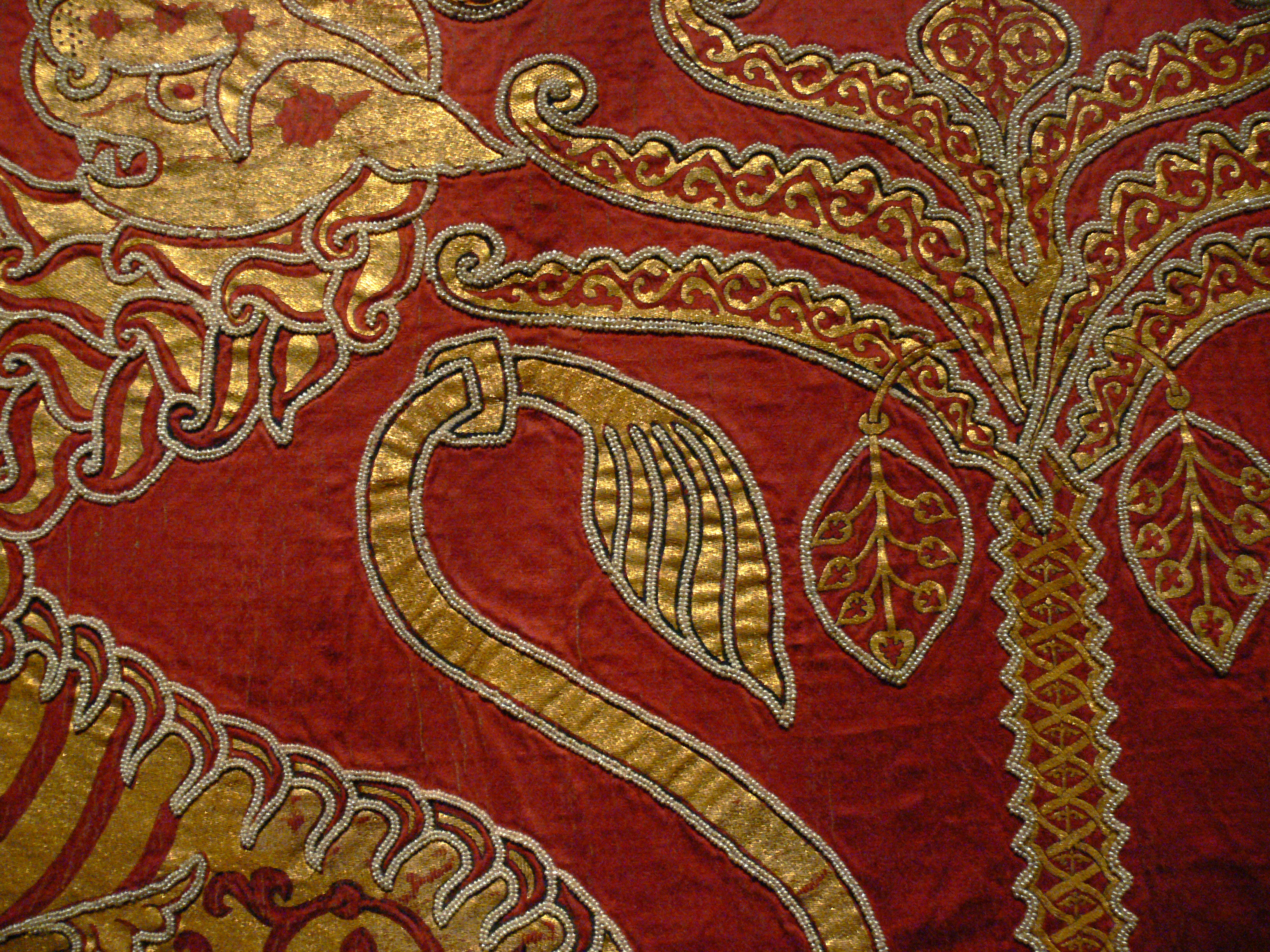
Particolare del mantello dell'incoronazione di Ruggero II

Le Nobiles Officinae, conosciute anche con l'appellativo arabo Tiraz e quello greco Ergasterion, costituivano la sofisticata manifattura del Regno di Sicilia in età normanno-sveva, attiva presso il Palazzo Reale di Palermo.

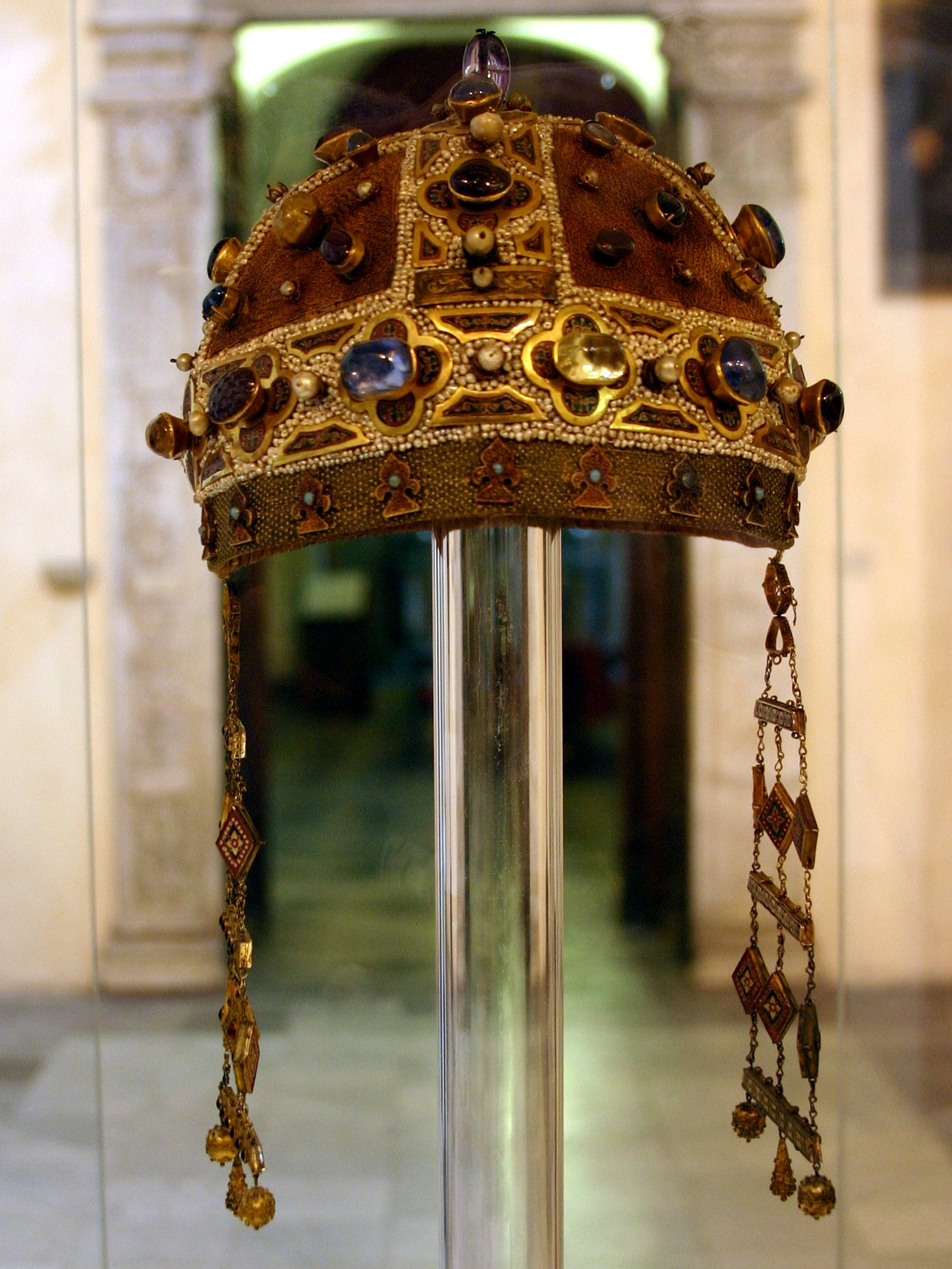
Corona di Costanza d'Aragona

## Storia
Nate per volontà di Ruggero II d'Altavilla, primo re di Sicilia, le Nobiles Officinae erano specializzate in diversi ambiti artistici. Gli oggetti prodotti erano prevalentemente destinati agli usi della famiglia reale ed a finalità religiose. Tra i materiali utilizzati particolare importanza avevano l'oro, la seta, l'avorio e le pietre preziose. 
Benché attive sin dai tempi di Ruggero II, morto nel 1154, il primo documento a riportare il nome Nobiles Officinae risale al 1190, in un manoscritto del cronista Ugo Falcando.
Rinomate in tutta Europa e nel Mediterraneo per le loro produzioni assai sofisticate, le Nobiles Officinae rimasero attive anche durante il regno di Federico II di Svevia. Proprio in ragione dell'unione tra il Regno di Sicilia ed il Sacro Romano Impero alcuni degli oggetti di maggior pregio prodotti dalle officine palermitane entrarono a far parte dei gioielli della corona imperiale, utilizzati per secoli dai sovrani del Sacro Romano Impero ed oggi conservati presso la camera del Tesoro del palazzo di Hofburg a Vienna, in Austria. Tra di essi spiccano in particolare il "Mantello dell'Incoronazione" commissionato da Ruggero II (1133-1134) e la spada cerimoniale di Federico II (1220).

## Galleria d'immagini

### Gioielli della corona imperiale

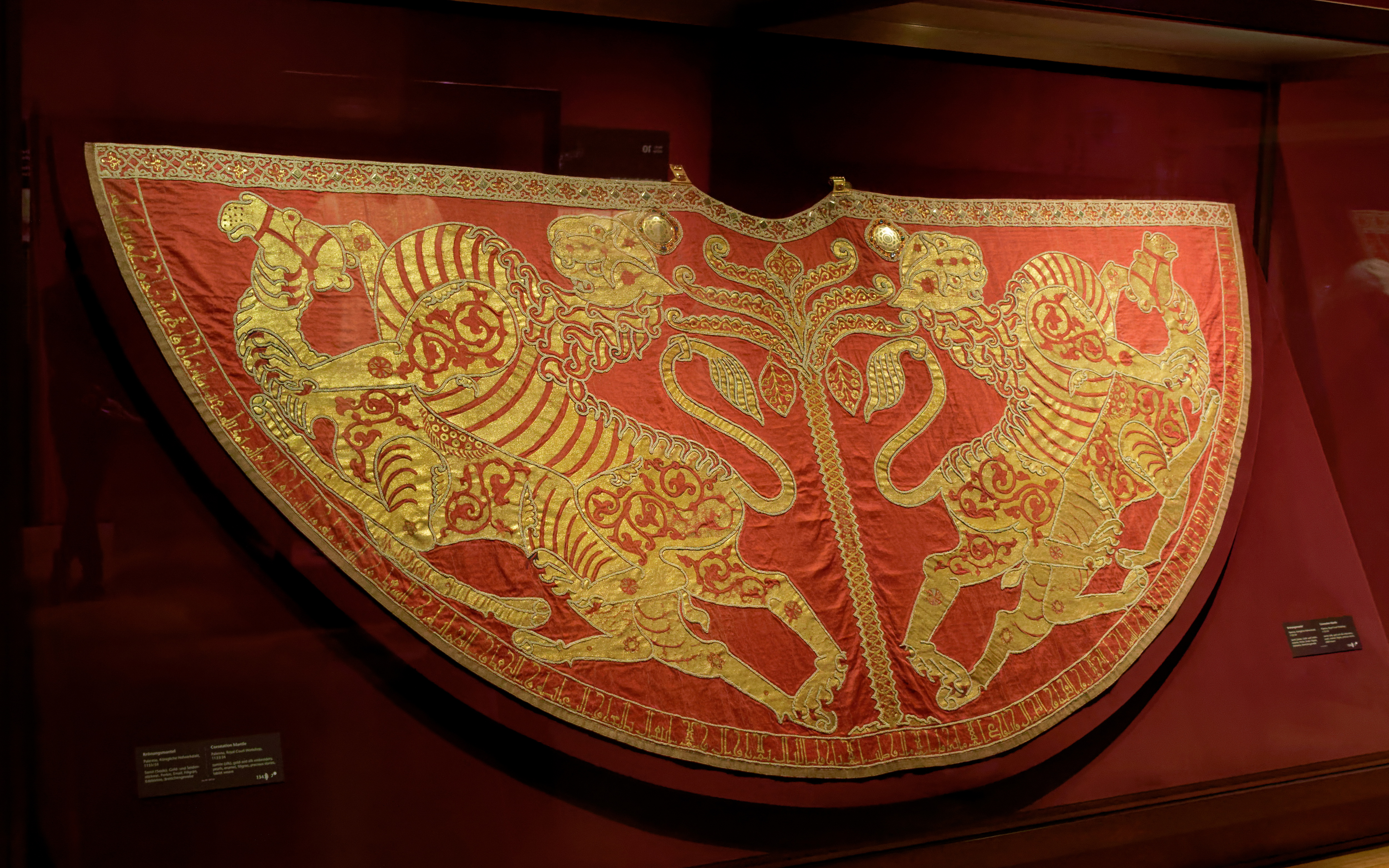
Mantello dell'Incoronazione (1133-1134)
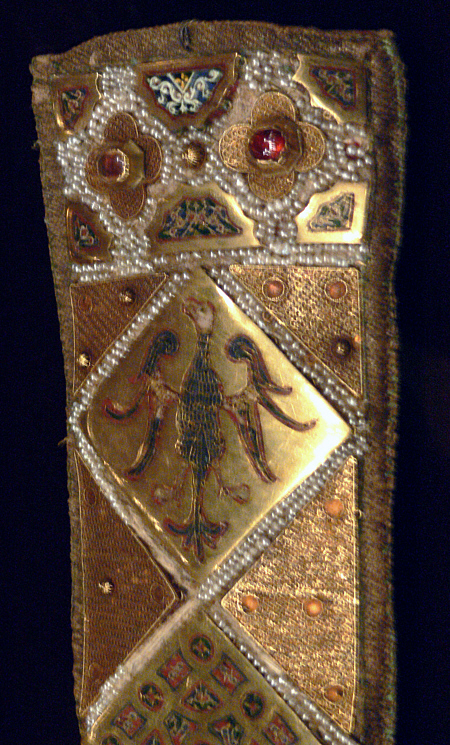
Particolare della spada cerimoniale (1220)
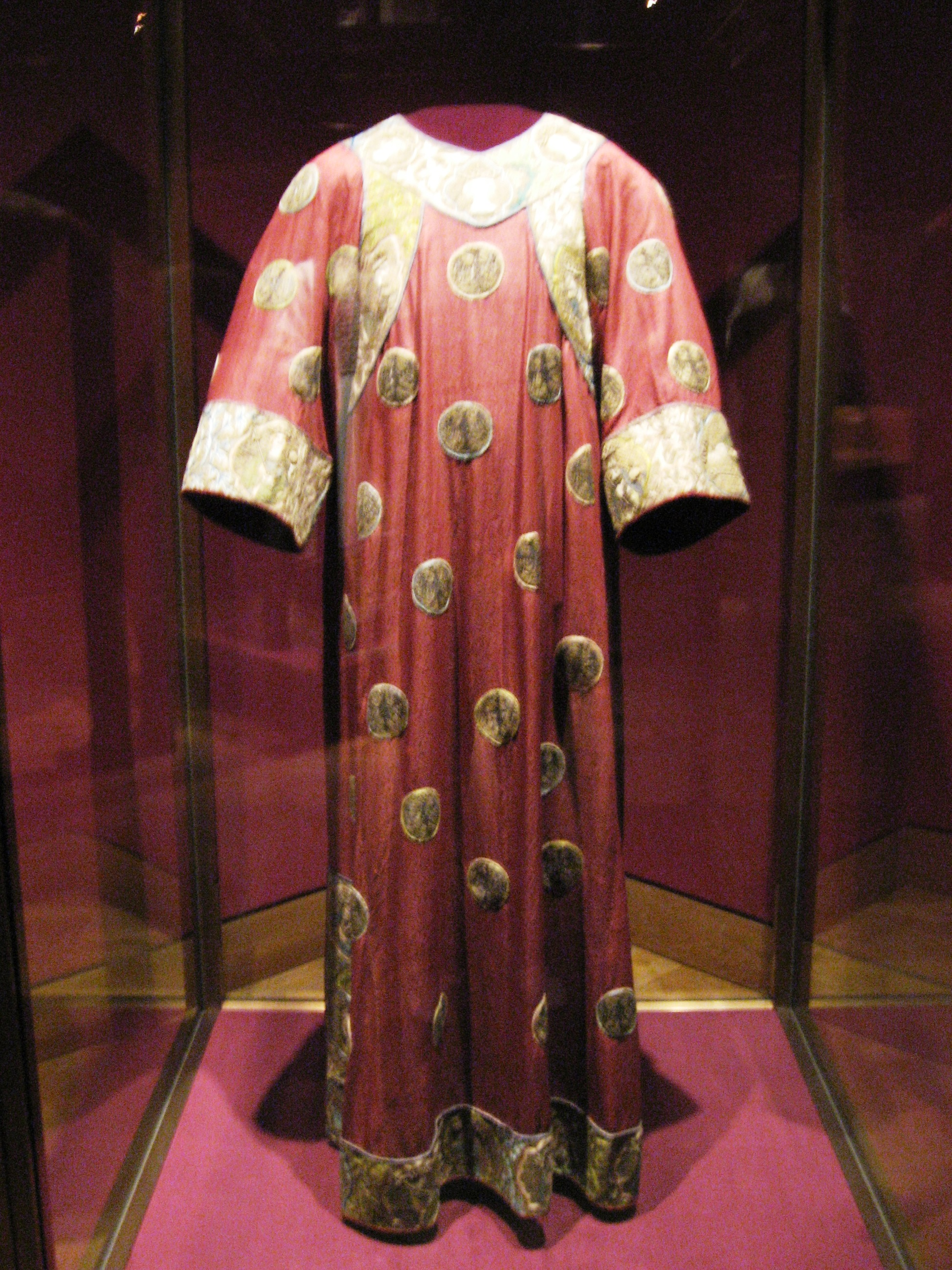
Dalmatica (1140 circa)
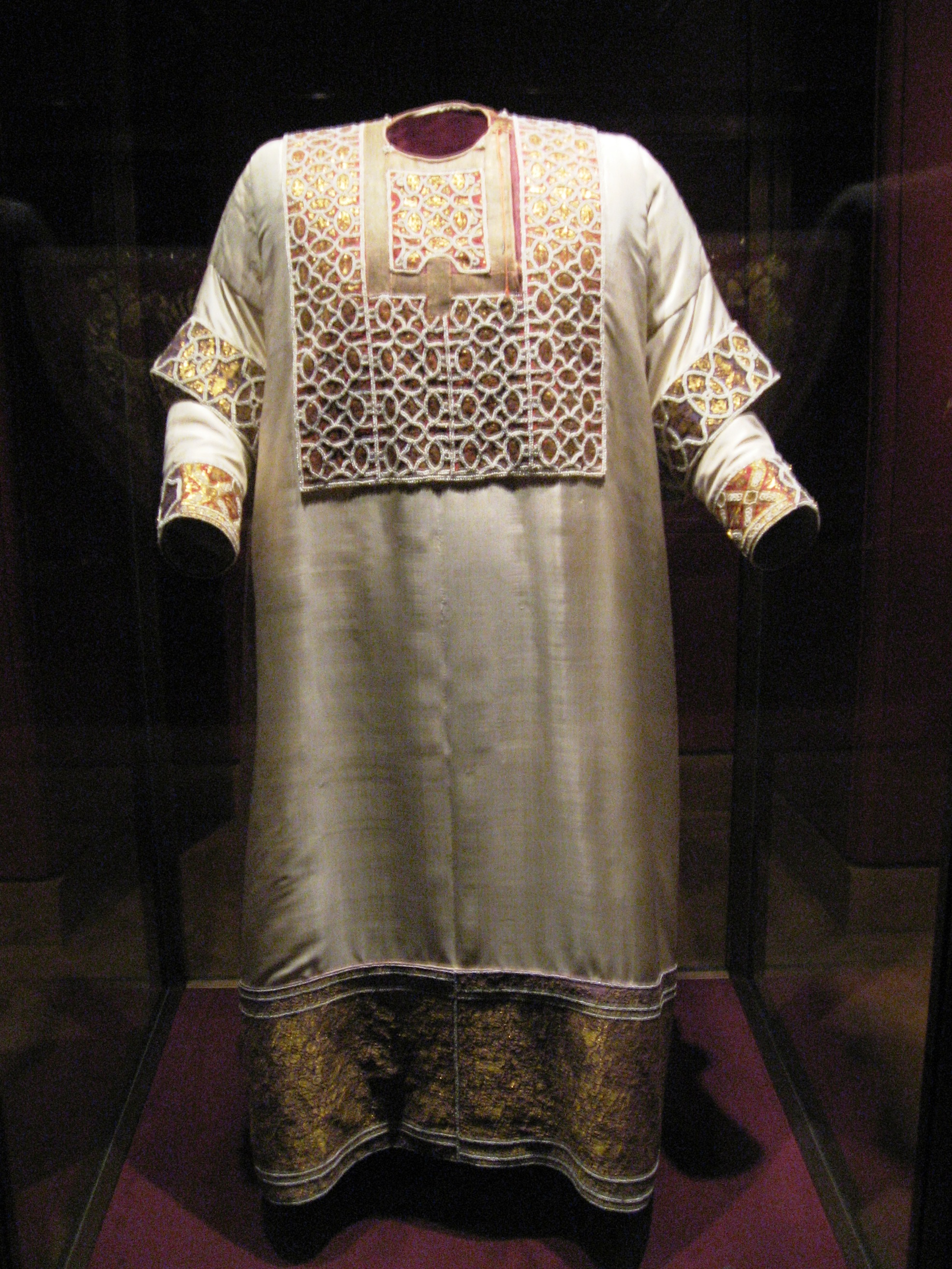
Alba (1181)
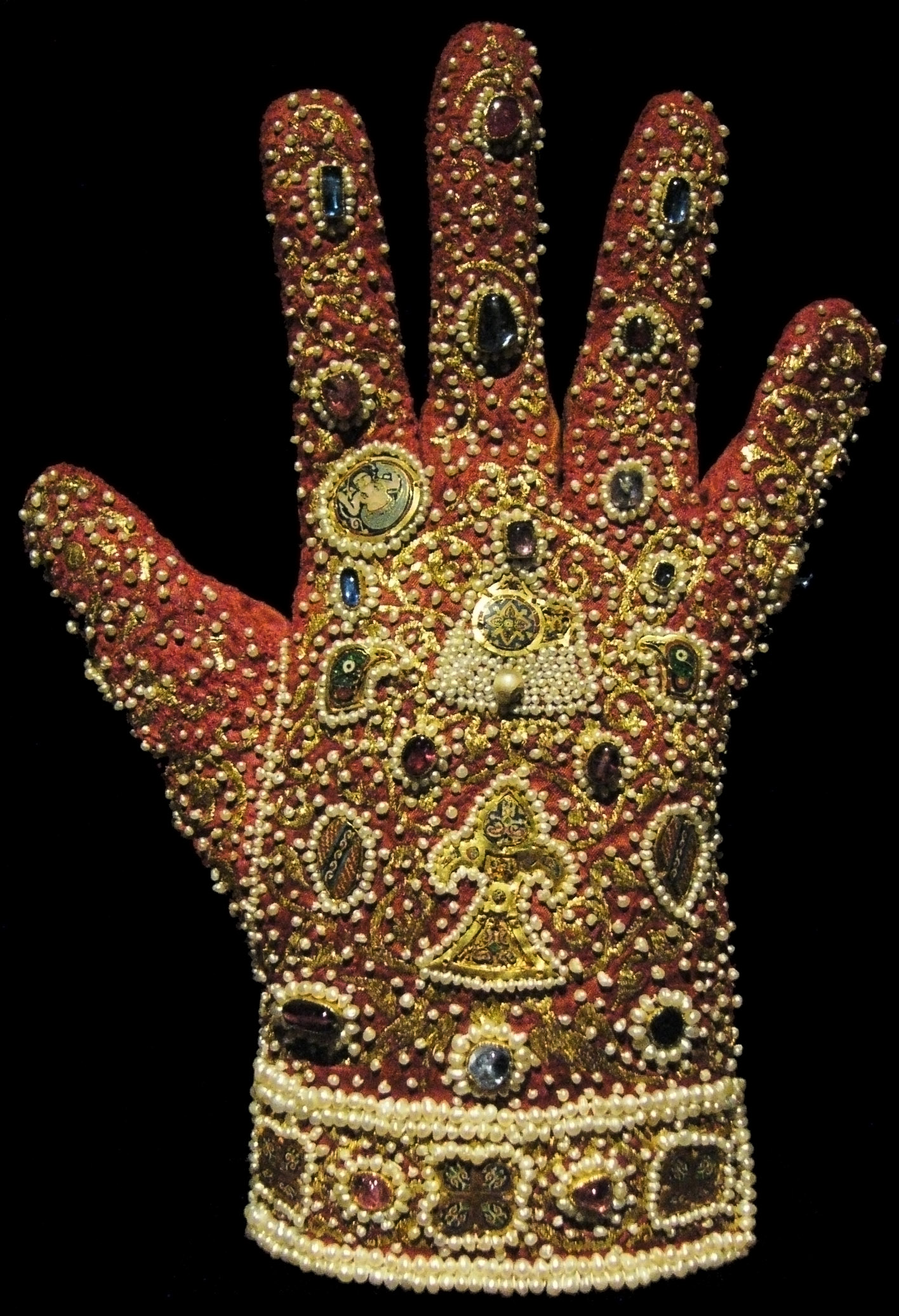
Guanti (1220)
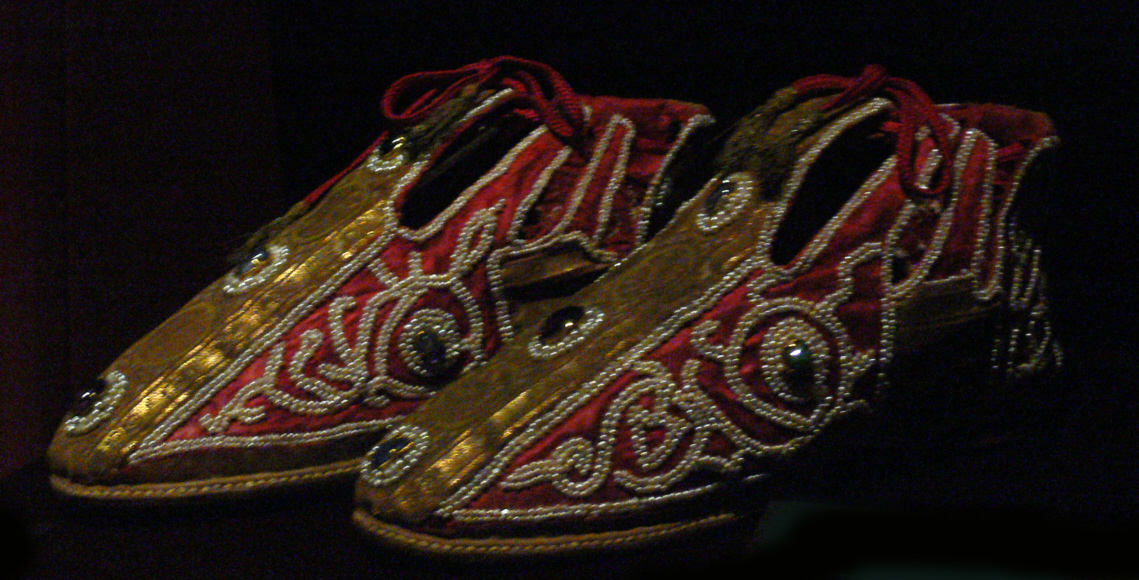
Scarpe (1130 o 1220)